# 포레스트 펜의 보물

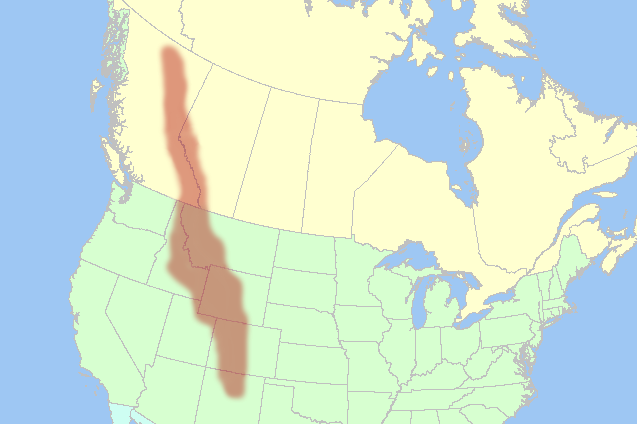
보물이 숨겨져 있었던 로키산맥을 표시한 지도

포레스트 펜의 보물은 미국의 로키산맥에 숨겨져 있었던 산타페의 미술 중개인이자 작가인 포레스트 펜의 금과 보석이 들어있는 숨겨진 보물이다. 보물은 약 10년 후인 2020년 와이오밍주에서 익명의 보물 사냥꾼에 의해 발견되었으며, 나중에 전직 기자이자 의대생인 젝 스튜프로 밝혀졌다. 그는 2020년 9월에 사망한 포레스트 펜이 원하는 바를 존중하기 위해 보물의 위치를 밝히기를 거부했다.

## 역사
포레스트 펜은 미국 공군의 소령이었다. 그는 베트남 전쟁에서 328번의 전투에 참여한 공로로 은성훈장을 수여받았다. 그는 공군에서 은퇴하고 파트너와 함께 미술관을 운영했다. 갤러리는 뉴멕시코주 산타페에 위치했으며 연간 600만 달러의 수익을 올린 것으로 알려졌다.
1988년 펜은 암 진단을 받았다. 이것은 그가 보물 상자를 공개적으로 탐색할 목적으로 야외에 보물 상자를 숨기도록 영감을 주었다. 그는 병에서 회복되었고 2010년에 자신의 삶에 대한 단편 모음집인 The Thrill of the Chase: A Memoir를 출판했다. 그는 자신이 숨긴 보물상자 안에 금괴와 희귀한 동전들, 그리고 보석들이 들어있다고 설명했다. 그는 "산타페 북쪽 어딘가에 있는 산에" 상자를 숨겼다고 책에 썼다. 그는 책의 이야기에 상자의 위치에 대한 힌트가 포함되어 있으며 "Gold and More" 장에 있는 시는 찾는 사람을 상자로 이끄는 9개의 단서를 포함하고 있다고 말했다. 펜의 책과 이야기는 사람들이 로키산맥 근처에서 보물을 찾는 것을 부추겼다. 상자의 가치는 내용물 각각의 가치에 따라 200만 달러에 달하는 것으로 추산되었다. 펜은 2020년 90세의 나이로 사망하였다.

## 사망자
5명의 사람들이 보물을 찾는 과정에서 사망했다. 이로 인해 뉴멕시코주의 경찰청장인 Pete Kassetas가 공식적으로 펜에게 보물찾기 중단을 요청했다.
- 랜디 빌리유는 2016년 1월 실종되었다가 7월에 숨진 채 발견되었다. 그의 시체는 리오그란데강의 일꾼들에게 발견되었다. 그러나 사인은 밝혀지지 않았다.[8][9] 그의 전 부인은 포레스트 펜의 보물은 사기극이라고 주장하였다.[10]
- 바타비아에 거주중이던 제프 머피 (53세)는 2017년약 150m 높이의 절벽에서 추락한 후 옐로스톤 국립공원에서 숨진 채 발견되었다.[11]
- 그랜드정션의 파리스 월레스 목사는 그의 가족들에게 자신이 땅에 묻힌 보물을 찾는 중이라고 말했고 2017년 6월 14일 예정돼있던 가족 모임에 참석하지 못했다. 그의 차는 타오스 분기점 다리 근처에서 주차된 채 발견되었고 그의 시체는 리오그란데강의 하류에서 발견되었다.[12][13]
- 에릭 에쉬비 (31세)는 2017년 7월 28일 아칸소강에서 숨진 채로 발견되었다.[14] 그의 친구들과 가족은 그가 보물을 찾기 위해 2016년 콜로라도주로 이사했고 6월 28일 유람선에서 래프팅을 하는 모습을 마지막으로 목격했다고 말했다. 그의 시신이 발견된 곳은 강의 상류이다. 뗏목이 뒤집혔고 애쉬비는 그때부터 실종되었다.[15]
- 콜로라도주에 사는 마이클 웨인 섹스슨 (53세)는 2020년 3월 21일 구조대원에 의해 죽은 채로 그의 65살 동료와 함께 발견되었다. 그의 동료는 후에 병원에서 회복되었다.[16] 그들에게 스노모빌을 빌려준 사람이 당국에 통보했다. 스노모빌은 유타-콜로라도 국경을 따라 있는 공룡 국립 기념지 근처에서 발견되었다.[17]

## 보물 상자
보물상자는 12세기에 제작된 것으로 추정되는 청동 상자이다. 상자는 목재 라이너와 잠금식 전면 걸쇠가 있는 청동 구조로 되어 있다. 펜의 말에 따르면 무게는 약 22파운드(10.0kg)이고 크기는 10 x 10 x 5인치(250mm x 250mm x 130mm)이다.

## 발견
2020년 6월 6일, 펜은 검색자 블로그 Thrill of the Chase 에 보물이 발견되었다고 게시했다. 발견자는 이메일을 통해 펜에게 보물의 사진을 전송했고 펜은 그것이 자신이 숨긴 보물인 것을 확인했다.